# Assedio di Platea
L'assedio di Platea fu un attacco che ebbe luogo nel 429-427 a.C., al principio della guerra del Peloponneso. Esso fu la conseguenza d'un attacco fallito dei Tebani alla polis di Platea, alleata di Atene, al confine tra la Beozia e l'Attica nel 431 a.C., poco dopo la battaglia di Potidea. Nel 429 a.C., gli Spartani alleati dei Tebani, al comando del re Archidamo II (r. 476-423 a.C.), assediarono la città. Lasciati senza l'aiuto di Atene, i Plateesi si arresero nel 427 a.C., confidando invano nella pietà dei nemici, in quanto furono decimati.
Platea fu consegnata dagli Spartani ai Tebani, che la rasero al suolo. La città venne ricostruita sino al 338 a.C. per opera di Filippo II di Macedonia (r. 360-336 a.C.).

## Antefatti: il tentato colpo di Stato tebano del 431 a.C.

Mappa dell'Attica.

Secondo Tucidide (460–404/399 a.C.), autore della Guerra del Peloponneso che viene ritenuta la fonte antica più autorevole sul tema, nell'estate del 431 a.C., sei mesi dopo la battaglia di Potidea, a Tebe fu tentato un colpo di Stato per rovesciare il governo della polis di Platea, il più antico alleato di Atene, una piccola città-stato della Beozia, alle pendici settentrionali del monte Citerone. Una forza di 300 tebani comandata da due beotarchi, Pitangelo e Diemporo, entrò a Platea in una notte di tempesta con la connivenza di un tale di nome Naucleide, capo del locale partito filo-tebano. Invece di eliminare il governo avversario, gli infiltrati tentarono di convincere i cittadini di Platea ad allearsi con loro. La leadership plateese accettò inizialmente l'offerta, temendo ritorsioni, ma, resasi conto dell'effettiva esiguità delle forze tebane e del loro svantaggio in un'eventuale guerriglia notturna in una città che non conoscevano, lasciò la cittadinanza libera di scagliarsi contro gli stranieri. Gli opliti tebani fecero muro, respingendo per tre volte la calca della cittadinanza, mentre dai tetti limitrofi donne schiavi scagliavano su di loro pietre e tegole, ma alla fine dovettero fuggire: Tucidide racconta che gli unici superstiti tebani si salvarono grazie ad una donna di Platea che fornì loro una scure per sfondare una delle porte della città, mentre i loro compagni venivano uccisi per le strade, morivano saltando dalle mura della città o venivano imprigionati per poi essere giustiziati.
Una seconda forza tebana più numerosa avrebbe dovuto rinforzare le truppe d'invasione ma le condizioni meteorologiche avverse e l'esondazione del fiume Asopo ne ritardò l'arrivo. I Plateesi, per prevenire qualsiasi tentativo da parte della seconda armata di molestare le campagne, promisero di lasciare in vita i prigionieri tebani se gli invasori si fossero trattenuti dalle consuete azioni di devastazione del contado. I Tebani accettarono ma, alla fine, Platea giustiziò i prigionieri. In seguito, ciascuna parte affermò che l'altra aveva giurato di rispettare l'accordo e poi lo aveva infranto, un problema potenzialmente serio nella guerra di propaganda che avrebbe avuto ripercussioni sulle future relazioni tra le due parti.
Dopo che i Tebani furono entrati in città, Platea inviò un messaggero ad Atene per avvertire la potente polis di quanto stava accadendo, seguito da un secondo partito più tardi nel corso della notte con aggiornamenti sull'esito della battaglia. Gli Ateniesi risposero intimando a Platea di preservare i prigionieri tebani ma il loro messaggero arrivò troppo tardi, quando i Plateesi avevano già uccisi tutti gli invasori nelle loro mani. Gli Ateniesi inviarono comunque una forza per liberare Platea, dopodiché le donne, i bambini e gli uomini troppo anziani o comunque inadatti al servizio militare vennero evacuati nell'Attica.
Tucidide afferma che questi eventi, durante i quali Tebe e gli alleati beoti persero oltre il 10% del loro esercito totale, furono il casus belli della Guerra del Peloponneso, protrattasi per i successivi 27 anni. Afferma che «il trattato era stato ora violato da un atto palese dopo l'affare di Platea» e che «Atene e Sparta decisero ora di inviare ambasciate al re [di Persia] e a qualsiasi altra potenza barbarica a cui entrambe le parti potessero rivolgersi per assistenza.» Subito dopo il mancato golpe di Platea, infatti, Sparta raccolse uomini e mezzi per invadere l'Attica.

## Intervento e assedio spartano (429-427 a.C.)
Durante l'estate del 429 a.C., due anni dopo gli eventi sopradescritti, il re spartano Archidamo II (r. 476–423 a.C.), con il conflitto peloponnesiaco ormai in corso, guidò un esercito del Peloponneso contro Platea e, come da prassi nella guerra tra poleis, iniziò a devastarne i raccolti. I Plateesi, in risposta, inviarono un araldo per ricordare agli Spartani le gloriose gesta da loro compiute durante le da poco conclusesi Guerre persiane (499–479 a.C.) e il giuramento che gli Spartani avevano fatto di proteggerli e mantenerli indipendenti e per ricordare agli Spartani che nel 479 a.C., Pausania, il generale spartano che aveva comandato i lacedemoni nella celebre battaglia di Platea del 479 a.C., aveva decretato che Platea si trovava su suolo sacro e non doveva mai essere attaccata. Gli Spartani risposero chiedendo la neutralità di Platea in cambio della loro protezione. Dopo aver consultato Atene, Platea respinse la richiesta spartana ed iniziò a preparare le proprie difese.

### Poliorcetica spartana
Archidamo avviò allora l'assedio della città. Anzitutto, la circondò con una palizzata per impedire la fuga degli assediati. Poi ordinò la costruzione di una rampa d'assedio (una struttura in legno riempita di terra e pietre) per portare i suoi uomini al livello delle mura. I cittadini di Platea risposero innalzando le mura riportandovi i mattoni prelevati dalle case limitrofe alla cinta: per farlo, si protessero con un'impalcatura di legno coperta da pelli non conciante per proteggersi da frecce incendiarie. Dopo settanta giorni di lavori ininterrotti, il terrapieno di Archidamo raggiunse la sommità delle mura. Gli assediati cercarono di minare il terrapieno con un tunnel ma i peloponnesiaci lo irrobustirono con una struttura a graticci, poi portarono arieti lungo di esso per attaccare il muro di mattoni. Pur sotto il tiro di disturbo nemico, gli arieti di Archidamo aprirono brecce tra i mattoni solo per trovare una seconda barriera realizzata ex-novo dietro di esso. Gli Spartani riempirono il recinto creato dai Plateesi con un miscuglio incendiario di resina di pino, fascine e zolfo che «produsse una deflagrazione come non si era mai vista» ma un provvidenziale temporale salvò gli assediati dal fuoco e, soprattutto, dai suoi effluvi tossici di anidride solforosa. Stanco di attendere, Archidamo rimandò la maggior parte dei suoi uomini a casa, lasciando ad assediare Platea, ora circondata da un doppio muro di circonvallazione, 2000 uomini tra Spartani e Beoti. Per parte sua, il re doveva concentrarsi nella gestione del complesso scacchiere bellico nel quale l'attenzione si andava spostando sull'isola di Lesbo (v.si Rivolta di Mitilene, 428-427 a.C.).

### Resistenza plateese
La lunga resistenza di Platea all'assedio si dovette al ridotto numero di bocche da sfamare entro le mura. La maggior parte degli abitanti aveva lasciato la città prima dell'avvio dell'assedio: vi rimaneva solo una guarnigione di 480 guerrieri e 110 donne «per fare il pane». L'inverno dell'anno successivo (428 a.C.), l'assedio proseguiva e Platea era però in una situazione ormai disperata. Le forze lacedemoni erano stati rinforzate da alleati beoti, mentre, per contro, gli Ateniesi latitavano nell'inviare aiuti agli assediati. Le scorte, a Platea, stavano per esaurirsi, così fu elaborato un piano disperato per cercare di salvare la situazione. Il piano prevedeva di superare le difese spartane e fuggire; inizialmente tutti gli uomini avrebbero dovuto unirsi al tentativo ma il pericolo era così grande che, alla fine, solo 220 accettarono di partire. Attesero quindi una notte buia e tempestosa e misero in atto il piano. Cogliendo di sorpresa le guardie, 212 uomini riuscirono a sfuggire alla cattura. Tucidide riporta che «fu soprattutto la violenza della tempesta a consentire loro di riuscire a fuggire».

### Resa
I Plateesi rimasti si arresero agli Spartani nell'estate del 427 a.C., poiché tutte le loro scorte erano esaurite e non c'era più alcuna speranza di aiuto ateniese. S'affidarono al nemico fidando in un giusto trattamento, poiché i Lacedemoni avevano promesso di «giudicarli tutti equamente» e che «solo i colpevoli sarebbero stati puniti» se si fossero arresi. Tuttavia, quando gli sconfitti furono condotti davanti ai giudici, non si tenne alcun processo e non venne offerta loro alcuna possibilità di scusarsi. Gli Spartani chiesero semplicemente a ciascuno dei prigionieri se avessero reso qualche servizio ai Lacedemoni e agli alleati durante la guerra, domanda alla quale i prigionieri, dopo un acceso dibattito, dovettero rispondere negativamente e furono spacciati. Così, secondo Tucidide, gli Spartani uccisero più di 200 difensori «tra cui 25 Ateniesi» e vendettero le donne come schiave.

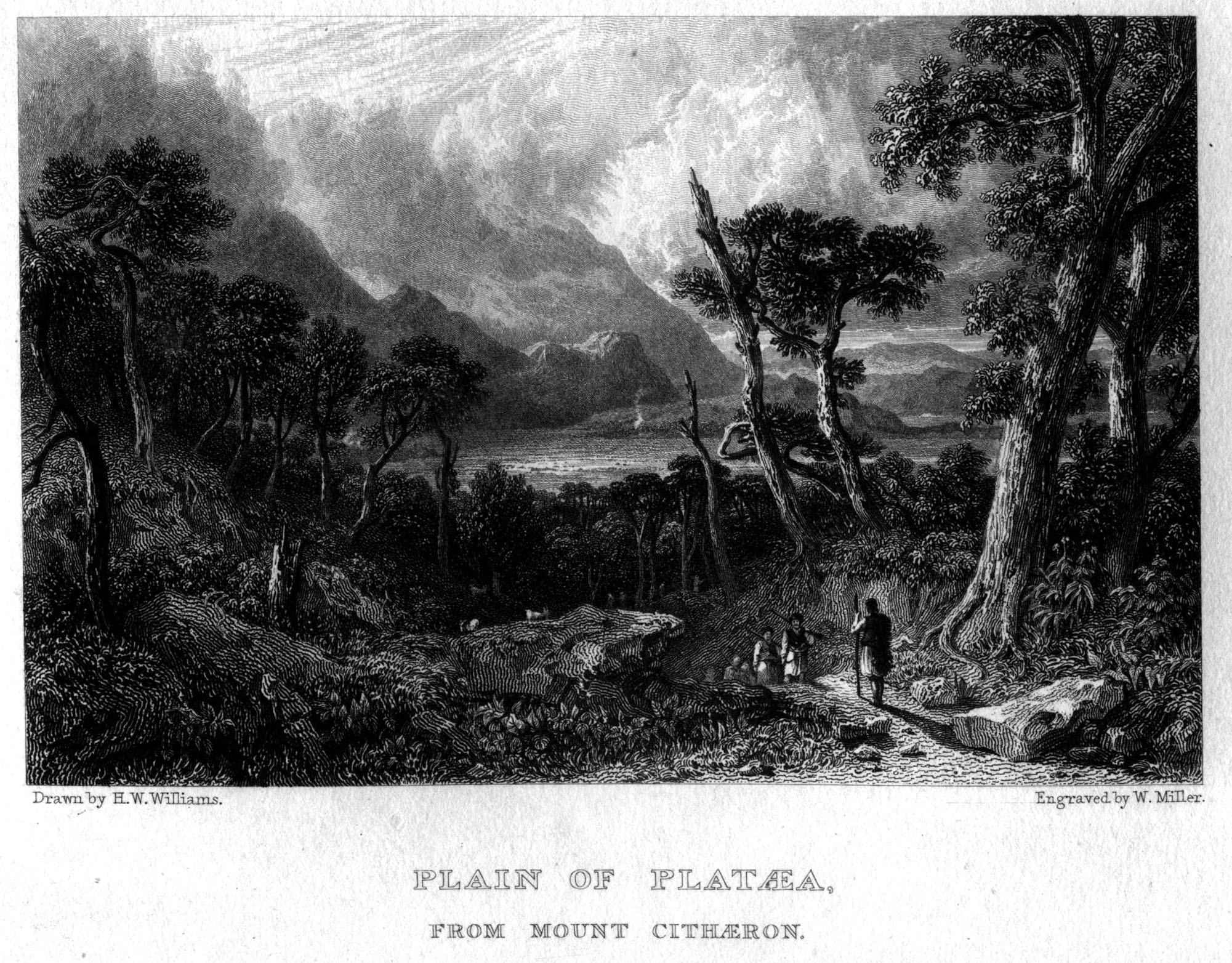
La piana di Platea, incisione di William Miller.

I Tebani alla fine rasero al suolo l'intera città e:
(Tucidide, III, 68, 6)
La scelta di Era come dea glorificata a spese dei Plateesi spodestati potrebbe essere stata motivata dalla presunta gelosia di Era nei confronti di Zeus, che aveva dato alla luce Atena, dea protettrice di Atene, senza ricorrere a lei. Il culto solenne di Era a Platea continuò ben oltre la fine della guerra. In tempi successivi, l'Heraion era rinomato per una scultura di Callimaco raffigurante Era seduta come sposa, così come per una scultura di una Era matronale in posizione eretta.

## Conseguenze e ricostruzione di Platea
Tebe occupò il sito di Platea fino al 387 a.C. Atene ospitò i sopravvissuti della città. I Tebani furono sconfitti nella guerra di Corinto (395–387 a.C.) e la pace di Antalcida del 387 a.C. impose a Tebe di sciogliere la Lega Beotica. Ciò rese possibile la ricostruzione di Platea nel 386. Tuttavia, con la rinascita di Tebe e la creazione dell'Egemonia tebana da parte di Epaminonda, i Tebani distrussero nuovamente Platea nel 373 a.C.
Nel 338 a.C., dopo che Filippo II di Macedonia (r. 360–336 a.C.) sconfisse i Tebani nella Battaglia di Cheronea (338 a.C.), ristabilì Platea come «simbolo del coraggio greco nella resistenza ai Persiani». Suo figlio, Alessandro Magno (r. 336–323 a.C.), nel 335 a.C. distrusse completamente Tebe, dopodiché il suo territorio fu diviso tra le città della Beozia: evidentemente, la ricostruita Platea condivise questa divisione territoriale.

### Fonti
- (GRC) Tucidide, Storie, V secolo a.C..

### Studi
In italiano
- Bruno Bleckmann, La guerra del Peloponneso, Bologna, il Mulino, 2010, ISBN 978-88-15-13679-4.
- Nic Fields, Le città stato fortificate, illustrazioni di Brian Delf, Osprey Publishing, 2011  [2006].

In altre lingue
- (EN) Donald Kagan, The Archidamian War, Cornell University Press, 1974, ISBN 0-8014-9714-0.
- (EN) Donald Kagan, The Peloponnesian War, Penguin Books, 2003, ISBN 0-670-03211-5.

### Consultazione
- Nicholas Sekunda, Opliti, guerrieri da leggenda, illustrazioni di Adam Hook, Osprey Publishing, 2011  [2000].